# Memoriał Ireny Szewińskiej 2020
Das 2. Memoriał Ireny Szewińskiej war eine Leichtathletik-Veranstaltung, die am 19. August 2020 im Zdzisław-Krzyszkowiak-Stadion in Bydgoszcz stattfand. Die Veranstaltung war Teil der World Athletics Continental Tour und zählte zu den Bronze-Meetings, der dritthöchsten Kategorie dieser Leichtathletik-Serie.

## Resultate

### Männer

#### 400 m
| Platz | Athlet               | Land | Zeit (s) |
| ----- | -------------------- | ---- | -------- |
| 1     | Rabah Yousif         | GBR  | 46,39 SB |
| 2     | Kajetan Duszyński    | POL  | 46,39 SB |
| 3     | Dariusz Kowaluk      | POL  | 46,85    |
| 4     | Amadeusz Zdrojewski  | POL  | 47,94 PB |
| 5     | Gabriel Mikołajewski | POL  | 47,95 PB |
| 6     | Jakub Olejniczak     | POL  | 47,96 PB |
| 7     | Mikołaj Buzała       | POL  | 48,42 SB |

#### 800 m
| Platz | Athlet            | Land | Zeit (min) |
| ----- | ----------------- | ---- | ---------- |
| 1     | Elliot Giles      | GBR  | 1:45,18 SB |
| 2     | Marco Arop        | CAN  | 1:45,75    |
| 3     | Joseph Deng       | AUS  | 1:45,86    |
| 4     | Peter Bol         | AUS  | 1:45,92    |
| 5     | Lukáš Hodboď      | CZE  | 1:46,26 PB |
| 6     | Kyle Langford     | GBR  | 1:46,45    |
| 7     | Mateusz Borkowski | POL  | 1:46,61    |
| 8     | Filip Šnejdr      | CZE  | 1:46,94 SB |
| 9     | Marc Reuther      | GER  | 1:47,08    |
| 10    | Guy Learmonth     | GBR  | 1:47,21    |
| 11    | Adam Kszczot      | POL  | 1:48,59    |
|       | Jakub Augustyniak | POL  | DNF        |

#### 2000 m
| Platz | Athlet             | Land | Zeit (min) |
| ----- | ------------------ | ---- | ---------- |
| 1     | Matthew Ramsden    | AUS  | 4:55,44    |
| 2     | Marcin Lewandowski | POL  | 4:57,09 NR |
| 3     | Filip Sasínek      | CZE  | 4:57,60    |
| 4     | Piers Copeland     | GBR  | 4:57,61    |
| 5     | Lamecha Girma      | ETH  | 4:57,87    |
| 6     | Michał Rozmys      | POL  | 4:57,98    |
| 7     | Getnet Wale        | ETH  | 4:58,26    |
| 8     | Sol Sweeney        | GBR  | 5:06,26    |
| 9     | David Nikolli      | ALB  | 5:07,50    |
|       | Adam Czerwiński    | POL  | DNF        |
|       | Ismael Debjani     | BEL  | DNF        |

#### 110 m Hürden
| Platz | Athlet              | Land | Zeit (s) |
| ----- | ------------------- | ---- | -------- |
| 1     | Cameron Fillery     | GBR  | 13,55 SB |
| 2     | Damian Czykier      | POL  | 13,66    |
| 3     | Dawid Żebrowski     | POL  | 13,80    |
| 4     | Krzysztof Kiljan    | POL  | 13,95 PB |
| 5     | Kacper Schubert     | POL  | 14,02    |
| 6     | Dominik Staśkiewicz | POL  | 14,09 SB |
| 7     | Yohan Chaverra      | COL  | 14,11 SB |
|       | Dominik Bochenek    | POL  | DNF      |

Wind: +0,6 m/s

#### Stabhochsprung
| Platz | Athletin            | Land | Höhe (m) |
| ----- | ------------------- | ---- | -------- |
| 1     | Sam Kendricks       | USA  | 5,80     |
| 2     | Piotr Lisek         | POL  | 5,80     |
| 3     | Menno Vloon         | NED  | 5,70 SB  |
| 4     | Torben Blech        | GER  | 5,60     |
| 5     | Robert Sobera       | POL  | 5,60 SB  |
| 6     | Paweł Wojciechowski | POL  | 5,40     |
| 7     | Dan Bárta           | CZE  | 5,20     |

#### Kugelstoßen
| Platz | Athlet            | Land | Weite (m) |
| ----- | ----------------- | ---- | --------- |
| 1     | Michał Haratyk    | POL  | 21,61 SB  |
| 2     | Filip Mihaljević  | CRO  | 21,35     |
| 3     | David Storl       | GER  | 20,83     |
| 4     | Leonardo Fabbri   | ITA  | 20,83     |
| 5     | Marcus Thomsen    | NOR  | 20,41     |
| 6     | Tsanko Arnaudov   | POR  | 20,41     |
| 7     | Jakub Szyszkowski | POL  | 20,41     |
| 8     | Bob Bertemes      | LUX  | 19,71     |
| 9     | Konrad Bukowiecki | POL  | 18,93     |

#### Speerwurf
| Platz | Athlet              | Land | Weite (m) |
| ----- | ------------------- | ---- | --------- |
| 1     | Marcin Krukowski    | POL  | 83,27     |
| 2     | Norbert Rivasz-Tóth | HUN  | 82,07     |
| 3     | Petr Frydrych       | CZE  | 78,96     |
| 4     | Cyprian Mrzygłód    | POL  | 77,68     |
| 5     | Dawid Wegner        | POL  | 77,27     |
| 6     | Mateusz Kwaśniewski | POL  | 76,64     |
| 7     | Hubert Chmielak     | POL  | 74,40     |
| 8     | Eryk Kołodziejczak  | POL  | 67,62     |
| 9     | Mauro Fraresso      | ITA  | 66,81     |

### Frauen

#### 100 m
| Platz | Athlet                | Land | Zeit (s)  |
| ----- | --------------------- | ---- | --------- |
| 1     | Ajla Del Ponte        | SUI  | 11,18 MR  |
| 2     | Ewa Swoboda           | POL  | 11,24 SB  |
| 3     | Rebekka Haase         | GER  | 11,30     |
| 4     | Marije van Hunenstijn | NED  | 11,30 =SB |
| 5     | Daryll Neita          | GBR  | 11,31 SB  |
| 6     | Klaudia Adamek        | POL  | 11,52 PB  |
| 7     | Marlena Gola          | POL  | 11,60 PB  |
| 8     | Martyna Kotwiła       | POL  | 11,69 SB  |

Wind: +1,3 m/s

#### 400 m (Lauf 1)
| Platz | Athlet                   | Land | Zeit (s)    |
| ----- | ------------------------ | ---- | ----------- |
| 1     | Kornelia Lesiewicz       | POL  | 52,86 NU18R |
| 2     | Natalia Wosztyl          | POL  | 53,55 PB    |
| 3     | Aleksandra Gaworska      | POL  | 53,78       |
| 4     | Mariola Karaś            | POL  | 53,81       |
| 5     | Maria Benedicta Chigbolu | ITA  | 54,25       |
| 6     | Sara Neumann             | POL  | 55,15 PB    |

Wind: +1,3 m/s

#### 400 m (Lauf 2)
| Platz | Athlet                   | Land | Zeit (s) |
| ----- | ------------------------ | ---- | -------- |
| 1     | Justyna Święty-Ersetic   | POL  | 51,69    |
| 2     | Corinna Schwab           | GER  | 52,36    |
| 3     | Natalia Kaczmarek        | POL  | 52,39    |
| 4     | Patrycja Wyciszkiewicz   | POL  | 52,42    |
| 5     | Małgorzata Hołub-Kowalik | POL  | 52,42    |
| 6     | Emily Diamond            | GBR  | 52,96 SB |
| 7     | Karolina Pahlitzsch      | GER  | 53,23    |
| 8     | Ama Pipi                 | GBR  | 53,80    |

#### 800 m
| Platz | Athlet            | Land | Zeit (min) |
| ----- | ----------------- | ---- | ---------- |
| 1     | Noélie Yarigo     | BEN  | 2:00,11 SB |
| 2     | Sofia Ennaoui     | POL  | 2:00,26    |
| 3     | Laura Muir        | GBR  | 2:00,34    |
| 4     | Alexandra Bell    | GBR  | 2:00,40    |
| 5     | Anna Sabat        | POL  | 2:00,61 SB |
| 6     | Katharina Trost   | GER  | 2:00,82 SB |
| 7     | Angelika Sarna    | POL  | 2:00,89 PB |
| 8     | Joanna Jóźwik     | POL  | 2:01,44    |
| 9     | Weronika Wyka     | POL  | 2:04,23 SB |
|       | Aneta Lemiesz     | POL  | DNF        |
|       | Angelika Cichocka | POL  | DNF        |

#### 1500 m
| Platz | Athlet                 | Land | Zeit (min) |
| ----- | ---------------------- | ---- | ---------- |
| 1     | Jemma Reekie           | GBR  | 4:09,01    |
| 2     | Caterina Granz         | GER  | 4:11,19 SB |
| 3     | Klaudia Kazimierska    | POL  | 4:11,74 PB |
| 4     | Amy Griffiths          | GBR  | 4:12,38    |
| 5     | Erin Wallace           | GBR  | 4:12,57 PB |
| 6     | Renata Pliś            | POL  | 4:13,87    |
| 7     | Vera Hoffmann          | LUX  | 4:14,66 SB |
| 8     | Sylwia Indeka          | POL  | 4:14,89 PB |
| 9     | Magdalena Nitychoruk   | POL  | 4:20,74    |
| 10    | Milena Korbut          | POL  | 4:28,08 PB |
| 11    | Katarzyna Chryczyk     | POL  | 4:28,65    |
|       | Marharyta Katschanawa  | BLR  | DNF        |
|       | Katarzyna Broniatowska | POL  | DNF        |

#### 100 m Hürden
| Platz | Athlet              | Land | Zeit (s) |
| ----- | ------------------- | ---- | -------- |
| 1     | Karolina Kołeczek   | POL  | 12,98    |
| 2     | Anne Zagré          | BEL  | 13,11 SB |
| 3     | Klaudia Wojtunik    | POL  | 13,25 SB |
| 4     | Beate Schrott       | AUT  | 13,32    |
| 5     | Zuzanna Hulisz      | POL  | 13,39 PB |
| 6     | Markéta Štolová     | CZE  | 13,57    |
| 7     | Urszula Bhebhe      | POL  | 13,69    |
| 8     | Adrianna Sułek      | POL  | 13,72 SB |
| 9     | Martyna Skierkowska | POL  | 13,74 PB |

Wind: +1,3 m/s

#### Hochsprung
| Platz | Athletin              | Land | Höhe (m) |
| ----- | --------------------- | ---- | -------- |
| 1     | Julija Lewtschenko    | UKR  | 2,00     |
| 2     | Jaroslawa Mahutschich | UKR  | 1,97     |
| 3     | Levern Spencer        | LCA  | 1,85     |
| 3     | Jeanelle Scheper      | LCA  | 1,85     |
| 5     | Christina Honsel      | GER  | 1,80     |
| 6     | Adrianna Sułek        | POL  | 1,80     |
| 7     | Erika Furlani         | ITA  | 1,80     |
| 8     | Paulina Borys         | POL  | 1,75     |
|       | Kamila Lićwinko       | POL  | NH       |